# 浅草今半
浅草今半（あさくさいまはん、英: Asakusa Imahan）は、株式会社今半と株式会社高伴（株式会社今半の子会社）の2社で運営されている日本料理店「浅草今半グループ」である。1895年（明治28年）創業の日本料理店今半を母体として、株式会社今半は国内産黒毛和牛を主体にした精肉の加工販売、牛肉佃煮の製造販売、全国のデパートなどでの牛丼催事販売、弁当事業等を、株式会社高伴はすき焼きを中心とする日本料理割烹を浅草で運営している。スローガンは「みち、今だ半ば」。

## 沿革

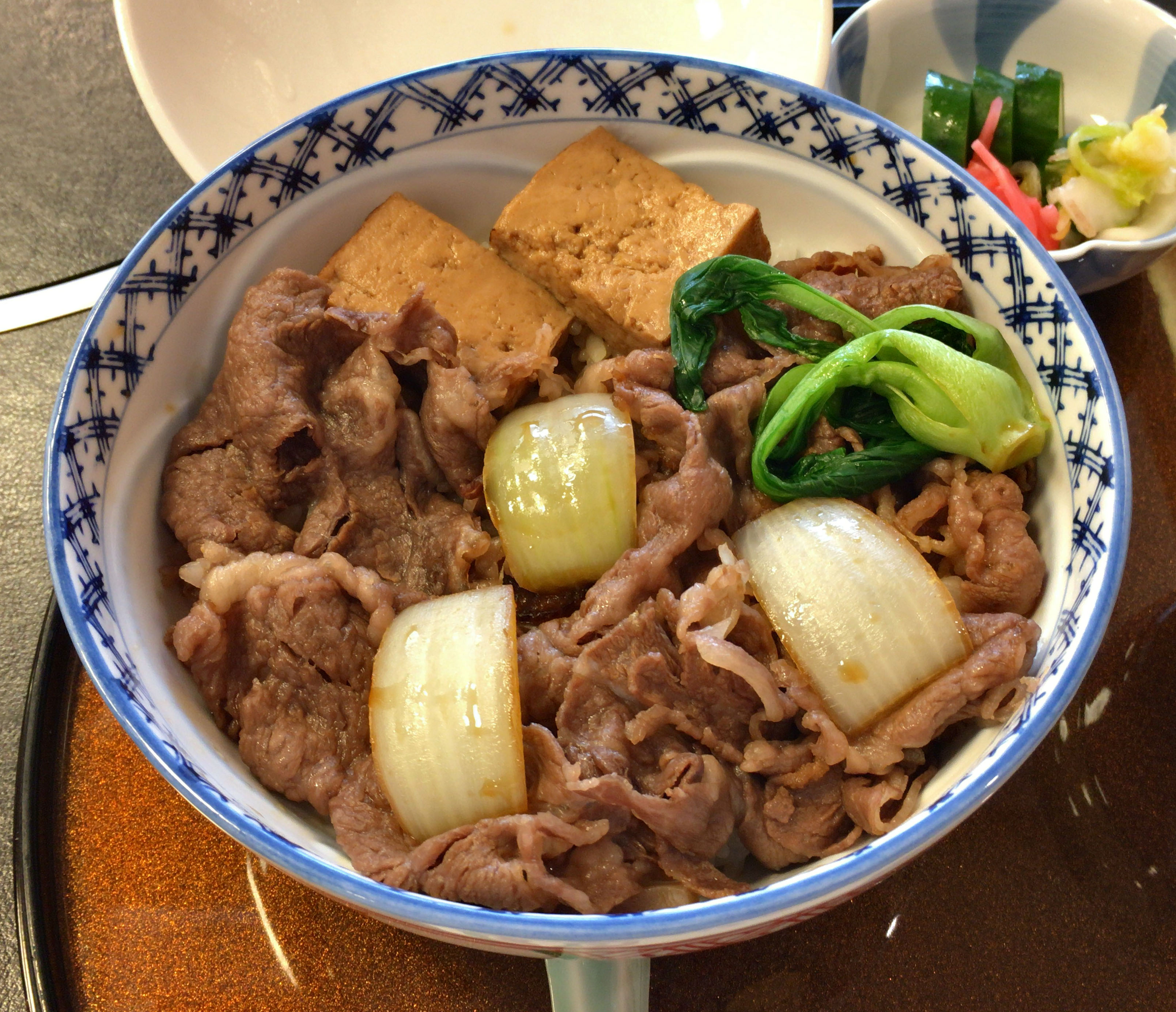
百年牛丼

- 1928年3月 - 浅草雷門の今半から分離独立し、浅草今半を東京都台東区西浅草に開店。
- 1931年4月 - 合資会社イマハンに改組設立。
- 1945年1月 - 牛肉佃煮を販売開始。
- 1952年 - 人形町に浅草今半日本橋支店を開店。
- 1953年 - 松坂屋銀座店に食堂を出店、都内デパートに佃煮売店を展開開始。
- 1955年1月 - すき焼のおみやげ用として牛丼の販売を開始。
- 1956年3月 - 日本橋支店が有限会社人形町今半として分離独立。
- 1956年3月 - 株式会社今半に改組。
- 1982年7月 - 船橋工場完成。
- 1989年11月 - 飲食部門を、子会社の株式会社高伴として分社化。
- 1996年1月 - 浅草今半オレンジ通り店を開店。
- 1997年6月 - 船橋工場増築完成。
- 2004年5月 - 浅草今半弁当工房を開設。
- 2008年10月 - 浅草今半国際通り本店を開店。
- 2011年6月 - オレンジ通り店が、国際通り本店と統合する形で閉店。その後、跡地は売却。

## 店舗
- 精肉: 東京都内の百貨店4店舗に、同社の精肉売場が設けられている。
- 弁当: 東京都内の百貨店4店舗に、同社の弁当売場が設けられている。
- 佃煮: 東日本を中心とした各地の百貨店などが、同社の佃煮を取り扱っている。
- 日本料理店「浅草今半」: 子会社の高伴が浅草にて1店舗を運営している。

## 食品衛生法にかかわる問題
船橋工場で製造した「開化どんのぐ」に食品衛生法で規定されたアレルギー特定原材料の表示が欠落していたため、2005年5月27日に株式会社今半の商品回収社告が掲載された。国民生活センターのウェブサイトにも記載されていた。

## 東電福島原発事故の影響
2011年3月11日に発生した東日本大震災と東京電力福島第一原子力発電所事故を原因とし、放射性セシウムを含む稲わらをエサとして与えられた肉牛が出荷に至った問題が同年7月14日頃から拡大する中で、一部の精肉店舗で取り扱った精肉の一部に、公表された肉牛の個体識別番号に該当するものが含まれており、自社と百貨店のウェブサイトで情報が公開された。 